# Amphoriscidae
Famille
Les Amphoriscidae sont une famille d'animaux de l'embranchement des éponges, au sein de l'ordre des Leucosolenida. Les espèces de cette famille sont marines.

## Liste des genres
Selon World Register of Marine Species (14 février 2017) :
- genre Amphoriscus Haeckel, 1870
- genre Leucilla Haeckel, 1872
- genre Paraleucilla Dendy, 1892